# Gerhard Grimmer
Gerhard Grimmer (ur. 6 kwietnia 1943 w Katharinaberg, zm. 9 października 2023 w Seligenthal) – niemiecki biegacz narciarski, który w czasie kariery reprezentował Niemiecką Republikę Demokratyczną, sześciokrotny medalista mistrzostw świata.

## Kariera
Jego olimpijskim debiutem były X Zimowe Igrzyska Olimpijskie w Grenoble w 1968 roku. W swoim najlepszym starcie indywidualnym, w biegu na 30 km zajął 15. miejsce. Wraz z kolegami z reprezentacji zajął także siódme miejsce w sztafecie 4 × 10 km. Cztery lata później, podczas XI Zimowych Igrzysk Olimpijskich w Sapporo wystartował tylko w sztafecie zajmując szóste miejsce. Wziął także udział w XII Zimowych Igrzyskach Olimpijskich w Innsbrucku, gdzie jego najlepszym wynikiem było piąte miejsce na dystansie 50 km.
W 1970 roku wystartował w mistrzostwach świata w Wysokich Tatrach, gdzie zdobył dwa srebrne medale w biegu na 30 km oraz sztafecie, a także brązowy na królewskim dystansie 50 km. Największe sukcesy osiągnął podczas mistrzostw świata w Falun (1974), zdobywając tam dwa złote medale: w biegu na 50 km i w sztafecie. Podczas tych samych mistrzostw wywalczył także srebrny medal w biegu na 15 km.
Gerhard Grimmer dwa razy wygrał Holmenkollen ski festival na dystansie 50 km. W 1975 roku otrzymał medal Holmenkollen wspólnie z Oddvarem Brå oraz Ivarem Formo.

## Osiągnięcia

### Igrzyska olimpijskie
| Miejsce | Dzień     | Rok  | Miejscowość | Konkurencja             | Czas biegu | Strata   | Zwycięzca          |
| ------- | --------- | ---- | ----------- | ----------------------- | ---------- | -------- | ------------------ |
| 15.     | 7 lutego  | 1968 | Grenoble    | 30 km stylem klasycznym | 1:35:39,2  | +3:16,8  | Franco Nones       |
| 29.     | 10 lutego | 1968 | Grenoble    | 15 km stylem klasycznym | 47:54,2    | +3:27,9  | Harald Grønningen  |
| 7.      | 14 lutego | 1968 | Grenoble    | Sztafeta 4 × 10 km      | 2:08:33,5  | +10:49,3 | Norwegia           |
| 6.      | 13 lutego | 1972 | Sapporo     | Sztafeta 4 × 10 km      | 2:04:47,94 | +5:15,79 | ZSRR               |
| 16.     | 5 lutego  | 1976 | Innsbruck   | 30 km stylem klasycznym | 1:30:29,38 | +4:22,77 | Siergiej Sawieljew |
| 49.     | 8 lutego  | 1976 | Innsbruck   | 15 km stylem klasycznym | 43:58,47   | +4:46,57 | Nikołaj Bażukow    |
| DNF     | 11 lutego | 1976 | Innsbruck   | Sztafeta 4 × 10 km      | 2:07:59,72 | -        | Finlandia          |
| 5.      | 14 lutego | 1976 | Innsbruck   | 50 km stylem klasycznym | 2:37:30,05 | +3:45,41 | Ivar Formo         |

### Mistrzostwa świata
| Miejsce | Dzień     | Rok  | Miejscowość   | Konkurencja             | Czas biegu | Strata   | Zwycięzca            |
| ------- | --------- | ---- | ------------- | ----------------------- | ---------- | -------- | -------------------- |
| 2.      | 15 lutego | 1970 | Wysokie Tatry | 30 km stylem klasycznym | 1:39:48,01 | +37,57   | Wiaczesław Wiedienin |
| 2.      | 19 lutego | 1970 | Wysokie Tatry | Sztafeta 4 × 10 km      | 2:06:36,47 | +14,12   | ZSRR                 |
| 3.      | 22 lutego | 1970 | Wysokie Tatry | 50 km stylem klasycznym | 2:49:34,70 | +38,18   | Kalevi Oikarainen    |
| 6.      | 18 lutego | 1974 | Falun         | 30 km stylem klasycznym | 1:33:41,40 | +2:08,54 | Thomas Magnuson      |
| 2.      | 20 lutego | 1974 | Falun         | 15 km stylem klasycznym | 41:39,10   | +0,91    | Magne Myrmo          |
| 1.      | 21 lutego | 1974 | Falun         | Sztafeta 4 × 10 km      | 2:03:15,85 | -        | -                    |
| 1.      | 24 lutego | 1974 | Falun         | 50 km stylem klasycznym | 2:19:45,26 | -        | -                    |

### Puchar Świata
W sezonach 1973/1974 – 1980/1981 Puchar Świata rozgrywany był nieoficjalnie.

#### Miejsca w klasyfikacji generalnej
- sezon 1973/1974: 6.
- sezon 1974/1975: 9.
- sezon 1975/1976: ?

#### Miejsca na podium
1. Kastelruth – 9 stycznia 1974 (30 km) – 2. miejsce
2. Falun – 19 lutego 1974 (15 km) – 2. miejsce
3. Falun – 24 lutego 1974 (50 km) – 1. miejsce
4. Kastelruth – 8 stycznia 1975 (30 km) – 2. miejsce
5. Reit im Winkl – 18 stycznia 1975  (15 km) – 1. miejsce
6. Seefeld – 1 lutego 1975 (15 km) – 2. miejsce